# Velers al costat d'un poblet
Velers al costat d'un poblet és un quadre de Salomon Jacobsz van Ruysdael pintat el 1660 que actualment forma part de la col·lecció permanent del Museu Nacional d'Art de Catalunya.
Salomon Jacobsz van Ruysdael, oncle de Jacob Van Ruysdael i un dels grans mestres del paisatge holandès, va centrar el seu interès en les vistes d'aigües tranquil·les de l'interior, ja fossin estuaris fluvials, estanys o canals. Aquest medi aquàtic i principal font de la seva inspiració li permetia descriure fenòmens atmosfèrics als voltants de poblets riberencs que mostren la seva silueta davant un fons de cel, d'horitzó baix, ampli i envaït per núvols. Són autèntiques marines d'aigua dolça en què els arbres són substituïts pels vaixells ancorats a la riba i navegant en la broma llunyana. L'obra que comentem és un clar exemple del quefer de l'artista, la intenció única del qual és l'atractiu del paisatge en si mateix: un argument per al gaudi de la seva contemplació, un gènere pictòric que neix a l'Holanda del segle XVII i que s'anticipa al que es va practicar lluny d'allà en època posterior.